# Grupo Desportivo Cruz Vermelha
Grupo Desportivo Cruz Vermelha és un club de futbol que juga al Campionat de São Tomé i Príncipe de futbol, té la seva base a Almeirim. Rep el seu nom per la Creu Roja. L'equip encara no ha guanyat cap títol important de la seva història.
El club va guanyar el grup A de la segona divisió el 2003 i va participar en la primera divisió The club relegated into the second division in 2009 i va tornar uns anys més tard i va tornar de nou el 2014 i va ser relegat a la tercera divisió per primera vegada. El club va competir en la tercera divisió durant les pròximes tres temporades i es va situar segon pel 2017 i dins del lloc de qualificació, el club tornarà a la Segona Divisió la temporada següent.